# Copa del Rey 1914
Die Copa del Rey 1914 war die 12. Austragung des spanischen Fußballpokals. 
Der Wettbewerb startete am 29. März und endete mit dem Finale am 10. Mai 1914 im Estadio de Amute in Irun. Titelverteidiger des Pokalwettbewerbes waren aufgrund der zwei ausgespielten Turniere im Vorjahr Racing Club de Irún und der FC Barcelona. Den Titel gewann Athletic Bilbao durch einen 2:1-Erfolg im Finale gegen den FC España.

## Teilnehmer
| Regionalbewerb         | Meister                      |
| ---------------------- | ---------------------------- |
| Galicien               | Real Vigo SC                 |
| Campionat de Catalunya | FC España                    |
| Campeonato Centro      | Sociedad Gimnástica Española |
| Region Nord            | Athletic Bilbao              |
| Region Süd             | Sevilla Balompié             |

1. ↑  Sevilla Balompié nahm trotz erfolgreicher Qualifikation nicht am Turnier teil.

## Halbfinale
Die Spiele zwischen Athletic Bilbao und Real Vigo SC wurden am 29. März und 5. April 1914 ausgetragen, die Begegnungen zwischen dem FC España und Sociedad Gimnástica Española am 26. April und 3. Mai 1914.
|                 | Gesamt |                              | Hinspiel | Rückspiel |
| --------------- | ------ | ---------------------------- | -------- | --------- |
| Athletic Bilbao | 14:30  | Real Vigo SC                 | 11:00    | 3:3       |
| FC España       | 2:1    | Sociedad Gimnástica Española | 1:0      | 1:1       |

## Finale
| Athletic Bilbao                         | Athletic Bilbao | FC España | FC España |
| --------------------------------------- | --- | --- | --------- |
| Athletic Bilbao                         | \| 10. Mai 1914 in Irun (Estadio de Amute) \| \| Ergebnis: 2:1 (2:0) \| \| Zuschauer: – \| \| Schiedsrichter: Mr. Rowland \|                                             | \| 10. Mai 1914 in Irun (Estadio de Amute) \| \| Ergebnis: 2:1 (2:0) \| \| Zuschauer: – \| \| Schiedsrichter: Mr. Rowland \| | FC España |
| Athletic Bilbao                         | Cecilio Ibarreche – Luis María Solaun, Luis Hurtado – Esteban Eguía, Belauste I, Luis Iceta – Germán Echebarría, Pichichi, Severino Zuazo, Alfonso González, Belauste II | Puig – Prat, Mariné – Salvo I, Casellas, Salvo II – Coletas, Baró, Bellavista, Passani, Villena                              | FC España |
| Athletic Bilbao                         | 1:0 Severino Zuazo (20.) 2:0 Severino Zuazo (29.) | 2:1 Villena (88.) | FC España |
| 10. Mai 1914 in Irun (Estadio de Amute) | | |           |
| Ergebnis: 2:1 (2:0)                     | | |           |
| Zuschauer: –                            | | |           |
| Schiedsrichter: Mr. Rowland             | | |           |